# Hyundai KIA Theta
| Hyundai/KIA                                                                    | Hyundai/KIA                                        |
| ------------------------------------------------------------------------------ | -------------------------------------------------- |
| Theta 2.4 (G4KC)                                                               |                                                    |
| Theta, Theta II, Theta II Turbo, Theta II GDI, Theta II Turbo GDI Theta II HEV |                                                    |
| Hersteller:                                                                    | Hyundai / KIA                                      |
| Produktionszeitraum:                                                           | 2004–heute                                         |
| Bauform:                                                                       | Reihenvierzylinder                                 |
| Motoren:                                                                       | 1,8 L (1798 cm³) 2,0 L (1998 cm³) 2,4 L (2359 cm³) |
| Zylinder-Zündfolge:                                                            | 1-3-4-2                                            |
| Vorgängermodell:                                                               | Beta                                               |
| Nachfolgemodell:                                                               | Nu                                                 |
| Ähnliche Modelle:                                                              | Mitsubishi 4B1, Chrysler World Engine              |

Theta ist der Name einer Baureihe von Vierzylinder-Ottomotoren mit zwei oben liegenden Nockenwellen und vier Ventilen pro Zylinder. Die Motoren werden in Asan (Südkorea), sowie ab Theta II auch in Montgomery (Alabama), Shandong (China) und Hwaseong (Südkorea), dem Entwicklungsort der Theta-Reihe gebaut.
Die Theta-Reihe entstammt der Global Engine Manufacturing Alliance und ersetzt seit 2005 die 1995 erschienene Beta-Motorenserie. Die Motoren werden mit Hubräumen zwischen 1,8 und 2,4 l gebaut und von den einzelnen Herstellern in den Bereichen Kosten, Geräuschentwicklung und Leistung unabhängig angepasst. So haben etwa die Chrysler-Ausgaben seit 2004 eine Verstellung beider Nockenwellen (D-CVVT), bei Hyundai/KIA wurde die der Auslassseite erst 2008 mit der Theta-II-Reihe nachgereicht. Chrysler wiederum verwendet einen indirekt Luftmengen messenden MAP-Sensor, während die Theta-Serie einen direkt messenden, thermischen MAF-Sensor integriert. Die Entwicklung des Motorenblocks wurde federführend von Hyundai verantwortet, jene der CVVT von Chrysler, die hierfür die 2003 bei Mercedes-Benz-V6-Motoren erschienene Umsetzung als Grundlage verwandte. Die Rechte an den einzelnen Technologien besitzen die jeweils beisteuernden Unternehmen, 2009 kaufte Chrysler dennoch alle Anteile an der 2002 gegründeten Entwicklungsgesellschaft GEMA.
Der Motorblock und Zylinderkopf bestehen im Gegensatz zum Vorgänger Beta beide aus Aluminium. Die 2,0-l-Ausgabe (134 kg, Theta II 124 kg) hat eine „square engine“-Zylinderform: Bohrung und Hub sind mit 86 mm gleich groß. Die 2,4-l-Variante hat eine Bohrung von 88 mm und einen Hub von 97 mm. Diese Variante ohne direkten Vorgänger wiegt mit 146 Kilogramm (Theta II 136 kg) nur zwei mehr als die 2,0L-Beta-Variante. Anders als bei der Vorgängerbaureihe wurden die Motoren um eine Ausgleichswelle für den Massenausgleich ergänzt. Diese reduziert Energieverluste im einstelligen PS-Bereich und die dabei entstehenden Geräusche. Da die Serie über zwei Liter Hubraum hat, wird ein Ausgleich für erforderlich angesehen.
Während in der Theta – Reihe nur die größte Variante über ein elektronisches Gaspedal gesteuert wird, ist dieses ab Theta II serienmäßig. Die Leerlaufdrehzahl ist 650 Umdrehungen pro Minute.
Die Ein- und Auslass-Nockenwellen sind durch eine Steuerkette verbunden, die durch eine zweite von der Kurbelwelle angetrieben wird. Damit erfordern die Motoren keinen turnusmäßigen Austausch eines Zahnriemens wie im Vorgänger.

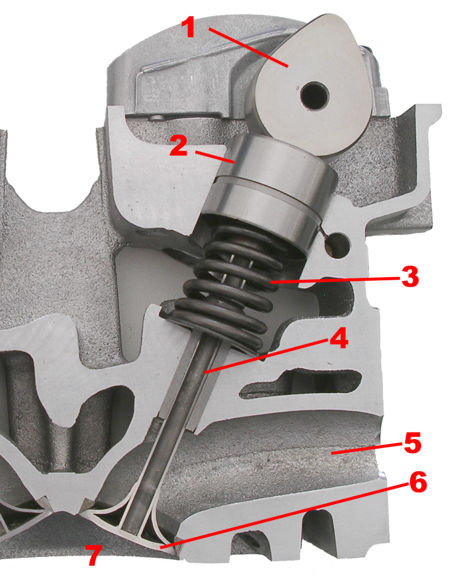
Der Nocken (1) drückt den Tassenstößel (2) auf den Ventilschaft (3, 4), dessen Ende (6) in den Zylinderraum (7) gedrückt wird und damit den Luftkanal (5) freigibt.

Die Ventile werden über mechanische Tassenstößel ohne aufliegende Plättchen (daher „shimless mechanical bucket tappets“) betätigt. Sie sind leichter und billiger als hydraulischen Tassenstößel und weniger stark auf gute Ölviskosität angewiesen. Die Oberflächen der Stößel und Nocken verschleißen, dadurch wird das Ventilspiel größer und es kann ein hörbares Tickgeräusch auftreten, da der Nocken etwas ruckartig auf den Tassenstößel trifft – das härtere Aufkommen erzeugt das Tickgeräusch. Dies kann durch die Ausdehnung im warmen Motor verschwinden, dennoch ist das Ventilspiel damit zu groß geworden. Dessen Prüfung ist im Wartungsplan aller 95.000 km vorgesehen, eine Wartung aber nur bei Bedarf. Bei dieser würde das abgetragene Material durch einen neuen, etwas längeren Tassenstößel ausgeglichen. Der Tausch kann möglicherweise mit dem der Zündkerzen (160.000 km) zusammengelegt werden.

## Theta
Der Motorblock hat „siamesische“ Zylinder, das heißt, dass die Zylinder aneinandergegossen sind und nicht rundum von Kühlwasser umspült werden. Zusätzlich werden sie über einen eingegossenen Leiterrahmen im unteren Bereich des Motorblocks gestärkt. Beides minimiert Verwindungen und Vibrationen. Die bessere Wärmeleitfähigkeit des Aluminiums führt zudem zum schnelleren Erreichen der Betriebstemperatur und vermindert Friktionen durch ungleichmäßig ausgedehnte Zylinder.
Diese Konstruktion ist gut für hohe Drücke vorbereitet, wie sie in aufgeladenen und Motoren mit Direkteinspritzung vorkommen. Sie wurde daher 2006 mit Ausnahme der „siamesischen“ Zylinder für die Gamma-Reihe übernommen.
Beide Reihen erhalten seit 2009 aufgeladene Versionen und solche mit Direkteinspritzung.
Jeder Theta-Motor hat eine CVVT (steht für continuous variable valve timing) genannte Nockenwellenverstellung für die Einlassseite. Diese hat nur Einfluss auf die Überschneidung der Ventilöffnung von Einlass- und Auslassseite (der Öffnungszeitpunkt auf Eingangsseite ist variierbar), nicht aber auf den Ventilhub und die Öffnungsdauer. Sie ist daher vergleichbar mit der BMW Einzel-VANOS-Technik. Sie bewirkt ein höheres Drehmoment bei niedrigen Drehzahlen und reduziert vor allem den Ausstoß von Stickoxiden, indem die abgasrückführende Wirkung einer großen Überschneidung genutzt wird – hierbei wird bereits ausgestoßenes Abgas wieder zurück in den Brennraum gesaugt. Die CVVT wird von BorgWarner TEC zugeliefert und nicht immer aufgeführt, weil sie serienmäßig ist.
Die Motorsteuerung übernimmt die Software EMS-II von Siemens VDO.

## Theta II
Mercedes setzte die „Welt-Motoren“ von 2004 nicht in seinen eigenen Produkten ein, fragte 2008 aber um eine gemeinsame Weiterentwicklung an. Hyundai nahm dieses Angebot jedoch nicht an.
Im selben Jahr veröffentlichte der Konzern die Überarbeitung seiner „Weltmotoren“-Reihe Theta.
Theta-II-Motoren haben ein Schaltsaugrohr (Variable Intake System). Dieser berücksichtigt das Pulsieren der Luft im Saugrohr, das durch das Öffnen und Schließen der Ventile entsteht. Finden diese Wellen einen ihrem Rhythmus angepassten Weg in den Zylinder, entsteht ein Resonanzaufladungs-Effekt. Dazu öffnet sich bei niedrigen und hohen Drehzahlen ein hierfür geeigneter, kurzer Luftweg. Bei mittleren Drehzahlen wird eine Klappe geschlossen und die Luft durch ein längeres Rohr geführt.
Auch die Auslassnockenwelle erhielt eine CVVT-Steuerung und ähnelt damit dem BMW Doppel-VANOS.
Das nun D(ual)-CVVT benannte System trägt zur verbesserten Leistung bei.
Zur Reibungsminderung wurden die Kontaktflächen der Tassenstößel mit einer diamantähnlichen Kohlenstoffschicht überzogen.
Der mittlere Realverbrauch der Reihe liegt bei 9,8 l/100 km für Geländewagen und 9,2 l für Limousinen.

## Theta II Turbo

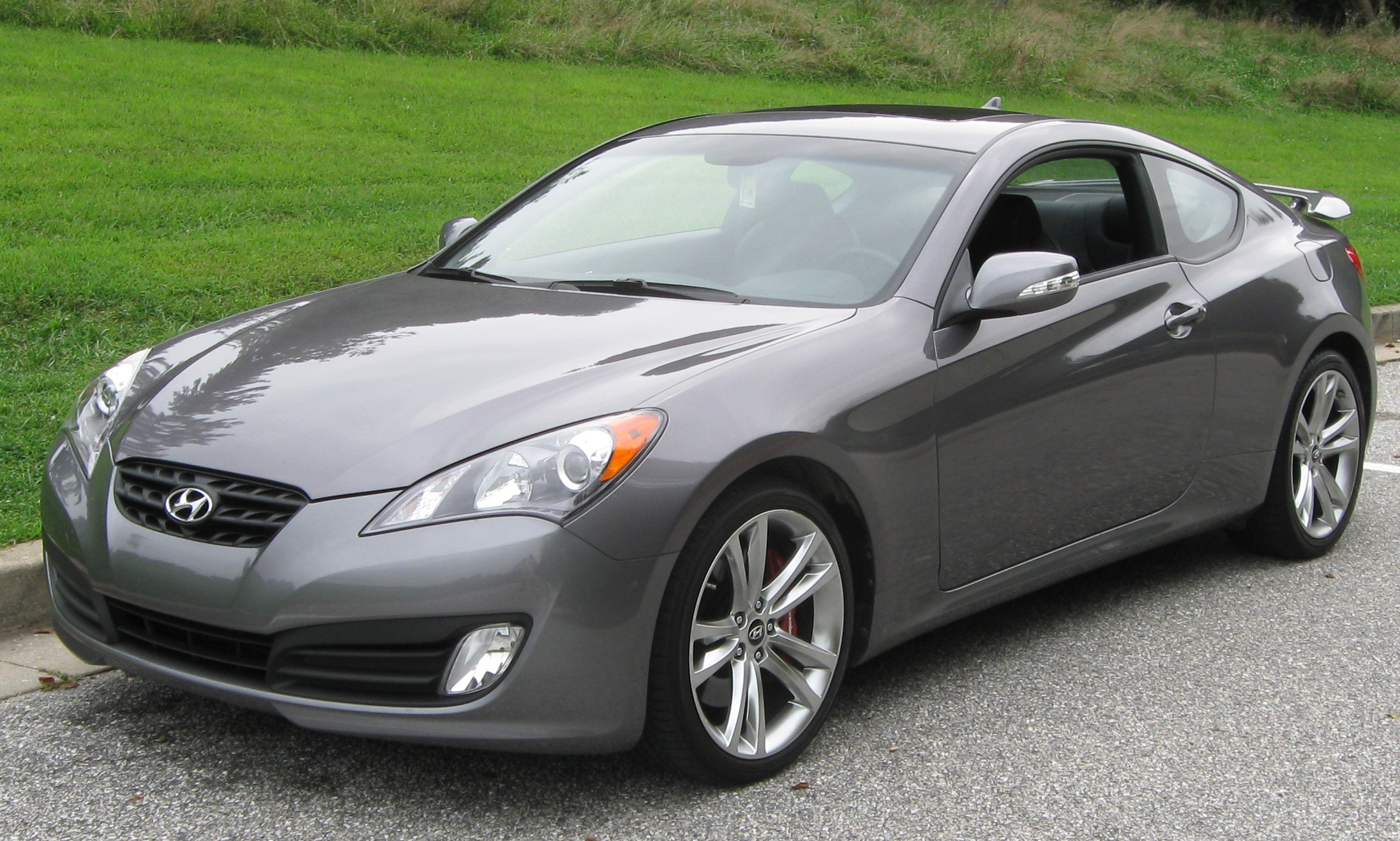
Einzige Anwendung des Theta II Turbo: das Genesis Coupe

2009 wurde für das Hyundai Genesis Coupé eine Turbo-Version des 2,0L – Theta II entwickelt. Der verwendete Turbolader ist ein Mitsubishi TD0. Je nach getankter Oktanzahl wird die Leistung auf 210 (bei 91) oder 223 PS (bei 95 Oktan) gesteigert. Diese Stufen entsprechen den amerikanischen Qualitätsstufen „Regular“ (AKI 87) und „Premium“ (AKI 93).

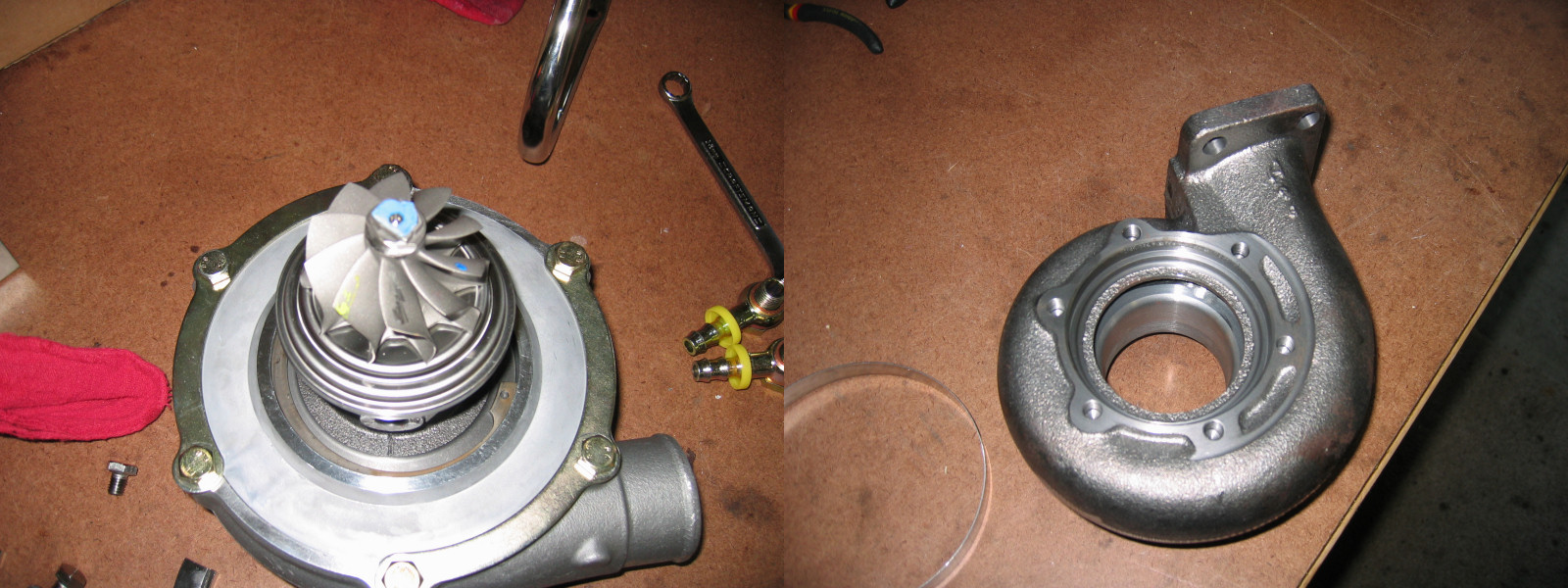
Freigelegte Turbine im Abgasstrom (Verkleidung rechts daneben), ungeöffnet darunter die Verdichterseite mit Anschluss für den Ansaugtrakt

Wie beim späteren Theta II Turbo GDI ist der Abgaskrümmer mit Temperaturen bis 950 °C für 200 °C höhere Temperaturen ausgelegt, als die Theta-Varianten ohne Turbolader. Dadurch kann auf eine verbrauchssteigernde, aber auch kühlende Anfettung des Gemisches verzichtet werden.
Zur Leistungssteigerung wurden die Zylinderköpfe kompakter gestaltet und zwei Neuerungen eingeführt, die später Verwendung in der GDI-Variante fanden: Der Kolbenbolzen ist nicht mehr fest, sondern flexibel (full-floating) gelagert, was seine Reibung am Zylinder mindert. Und am Zylinderboden wird ein feiner Ölnebel eingesprüht, dessen kühlender Effekt höhere Drehzahlen und Drücke erlaubt. Motor und Fahrzeug werden in Europa seit November 2010 angeboten.

## Theta II GDI

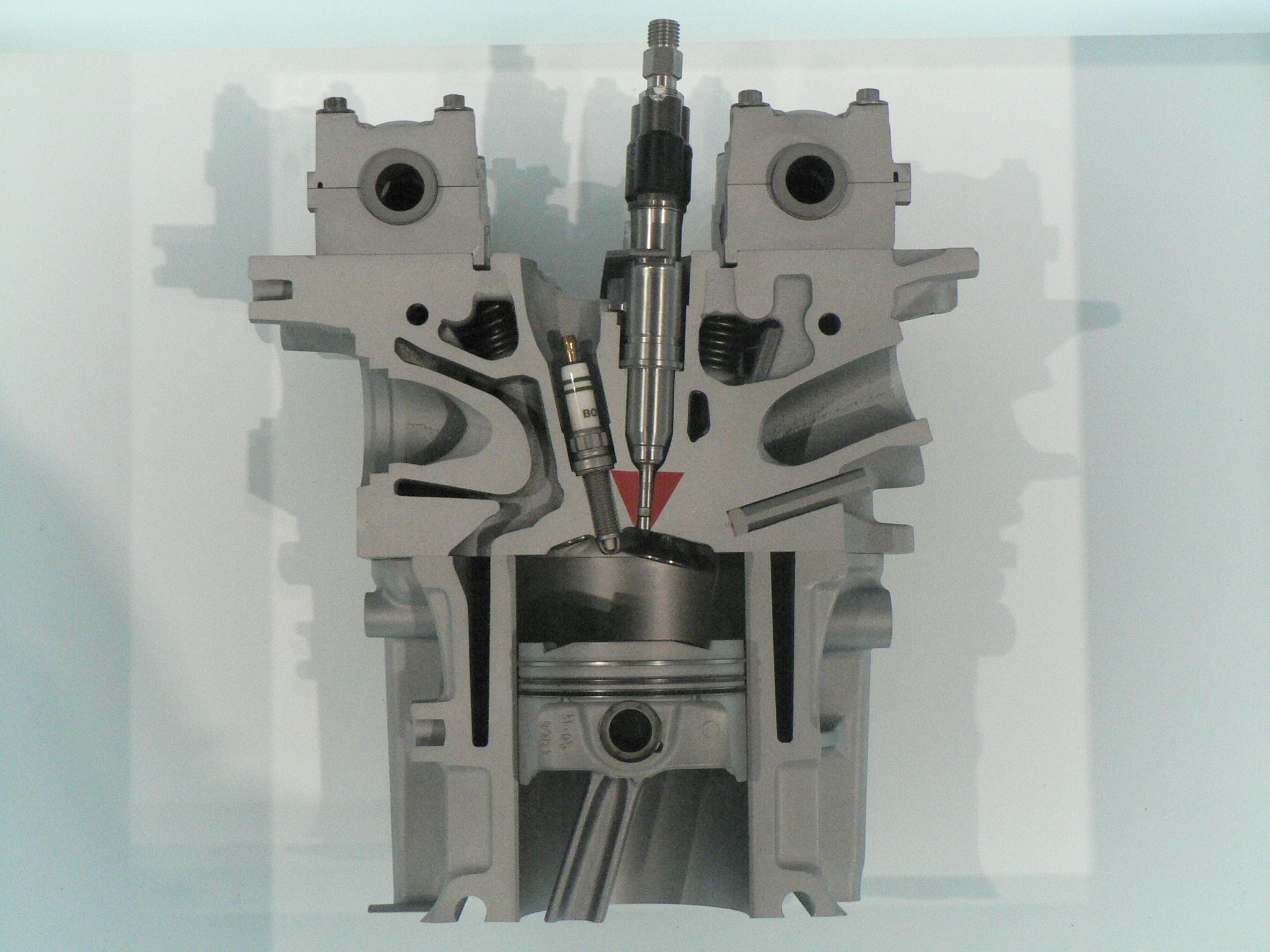
Schnittbild eines BMW-Direkteinspritzerkolbens

Nach vier Jahren Entwicklungszeit in Hwaseong (Südkorea) und 100 Millionen Euro Entwicklungskosten erschien mit dem 2,4L Theta II GDI im November 2009 die erste Hyundai/KIA-Benzin-Direkteinspritzung. Ende der 1990er Jahre gab es mit dem Omega V8 bereits einen von Mitsubishi entwickelten GDI-Motor im Hyundai Equus, der wegen seiner systemtypisch hohen Verdichtung Superbenzin erforderte. Dies war damals jedoch rar in Südkorea. Der resultierende Leistungsabfall ließ die Kundschaft monieren. Hyundai reagierte 2002 mit der Umstellung auf Saugrohreinspritzung, während Mitsubishi selbst die Nutzung des Motors asienkrisenbedingt schon nach 15 Monaten wieder einstellen musste. Ungeachtet dieser Anfangsschwierigkeiten fertigte Hyundai ihn in Zusammenarbeit mit Mitsubishi bis 2008 für sein Topmodell.
Bei der Saugrohreinspritzung für Ottomotoren befindet sich das Einspritzventil im Saugrohr vor dem Einlassventil. Bei der Direkteinspritzung wird direkt in den Zylinder eingespritzt. Das Einspritzventil ist den hohen Drücken und Temperaturen im Zylinder ausgesetzt. Hyundai verwendet wie die meisten Mitbewerber GDI zur homogenen, stöchiometrischen Gemischbildung und verzichtet auf eine inhomogene Schichtladung (stratified fuel charge). Schichtladungsmotoren haben einige Nachteile, so etwa höhere Partikelemissionen.
Gestartet wird mit einer Piloteinspritzung und -zündung, um den Kolben in Bewegung zu setzen. Während dessen Abwärtsbewegung folgt die schubgebende, eigentliche Kraftstoffeinspritzung und -zündung.

Durch diese präzisere, da direkt im Zylinder erfolgende Kraftstoffzufuhr konnte die Kompressionsrate im Zylinder von 10,5 auf 11,3 zu 1 erhöht werden. Sie führt zu einer etwa fünfprozentigen Kraftstoffersparnis (vgl.) und bewirkt zudem eine höhere Abgastemperatur. Hiervon profitiert der sich schneller erwärmende Katalysator, der so die Emissionen während der Kaltstartphase um ein Drittel reduzieren kann. Der höhere Einspritzdruck von 150 bar (ohne GDI etwa 5 bar) bewirkt zudem eine homogenere Kraftstoffzerstäubung und damit eine sauberere Verbrennung. Er geht einher mit einem systemtypischen Tickgeräusch.
Es wurden mehrere reibungsmindernde Änderungen vorgenommen, auch um die höhere Verdichtung materialschonend zu ermöglichen. Während die Kontaktflächen der Tassenstößel bereits seit der Theta-II-Reihe mit einer diamantähnlichen Kohlenstoffschicht überzogen waren, wird diese im GDI von einer Chrom-Nitrid-Beschichtung an den Kolbenringen unterstützt.
Wie schon im Theta II Turbo ist der Kolbenbolzen zudem nicht mehr fest, sondern flexibel (full-floating) gelagert, was die Reibung mindert und die Druckresistenz um 30 % erhöht. Direkt am Kolbenboden wird ein feiner Ölnebel eingesprüht, dessen kühlender Effekt höhere Drücke erlaubt.
Das Schaltsaugrohr (Variable Intake System) wurde um eine Stufe auf drei erweitert.
Die verstellbaren Nockenwellen werden von einer neuentwickelten, leiseren und haltbareren Stahlkette angetrieben. Des Weiteren wurden Motorblock, Katalysator und Kurbelwelle leichter, letztere durch die Verwendung von fünf statt bisher acht Ausgleichsgewichten. Insgesamt wiegt der Motor nun fünf Kilogramm weniger als die Nicht-GDI-Variante. Dabei soll er 10 % weniger verbrauchen. Dies ist nicht direkt nachprüfbar, da er noch keinen normalen Theta II ersetzte.

## Theta II Turbo GDI
Eine Kombination von Turbo und GDI wurde auf der New York Auto Show 2010 vorgestellt. Ähnlich wie bei Volkswagen 2005, erfolgt die Einführung zunächst mit einem 2,0L-Modell und damit im leistungsorientierten Segment.
Das Charakteristische dieses Motors ist sein Twin-Scroll-Turbolader, welcher die Abgase der einzelnen Zylinder nahezu vollständig voneinander trennt. Die entfallenden Verwirbelungen homogenisieren den Abgasstrom, der so mit mehr Energie die Turbine antreibt. Die gleiche Bauform hat etwa der 1,6-l-Turbomotor des BMW Mini und Citroën DS3.

Jeweils zwei nicht gleichzeitig ausstoßende Zylinder erhalten einen Abgaskanal (1 und 4 sowie 2 und 3).

Da immer ein Zylinder Luft ansaugt, während ein anderer Abgas ausstößt, können deren Luftströme einander bremsen. Dies geschieht, wenn im noch ausstoßenden Zylinder bereits das Einlassventil geöffnet wird (Ventilüberschneidung), um durch das herausbeschleunigte Abgas mehr Frischluft anzusaugen. Da zu dieser Zeit aber bereits ein anderer Zylinder mit dem Ausstoßen beginnt, drückt dessen Abgas bei gemeinsamem Abgaskanal auch in ersteren und bremst dessen Entleerung. Zudem reduziert sich der Abgasdruck, den die Turbine aber benötigt. Dem kann normalerweise nur durch möglichst kurze Ventilüberschneidung entgegengewirkt werden. Die damit fehlende Sogwirkung des Abgases reduziert aber die einströmende Frischluftmenge und in Folge die Leistung aufgrund weniger verbrennbarem Sauerstoffs. Die Separierung der Abgaswege in zwei Luftkanäle ermöglicht hingegen eine längere Ventilüberschneidung mit sogsteigernder Wirkung. Gleichzeitig bleibt der Abgasdruck erhalten.
Nach der Prüfung von etwa 30 Turboladern entschied sich Hyundai für eine Modifikation des Mitsubishi TD04-19T, dessen Turbinenschaufelzahl von 12 auf 11 reduziert wurde, um ein schnelleres Ansprechen zu erreichen. Das Gehäuse der Twin-Scroll-Turbine und der davor befindliche Abgaskrümmer werden als ein Bauteil aus austenitischem Stahl gegossen und von BorgWarner zugeliefert. Es ist für Abgastemperaturen bis 950 °C ausgelegt. Zusammen mit den verstärkten Ventil(sitz)en im Motorblock, sowie den vom GDI eingebrachten Kühlungseffekten der Direkteinspritzung und des eingesprühten Ölnebels kann auf eine verbrauchssteigernde, aber auch kühlende Anfettung des Gemisches verzichtet werden. Das Überdruckventil (Wastegate) ist elektronisch geregelt, was gegenüber mechanischer Regelung präziseren Druckaufbau etwa zur Vermeidung des „Turbolochs“ ermöglicht. Zur Emissionsreduktion wird es während der Kaltstartphase geöffnet. Damit sinkt der Abgasgegendruck und der Katalysator wird schneller erwärmt. Die gleiche Druckreduzierung wird verbrauchssenkend in Teillastphasen ohne Turbounterstützung eingesetzt. Ebenfalls gegendruckreduzierend wirkt die Katalysator-Platzierung weit hinter dem Turbolader. Dies begünstigt die Leistungsentfaltung mit niederoktanigem Normalbenzin, das bei hohem Druck früher zur Selbstzündung neigt (vgl. Klopffestigkeit).
Die scheinbar sehr niedrige Verdichtung von 9,5 zu 1 ist bei Turbomotoren üblich.
Die 137 PS pro Liter Hubraum sind nahezu doppelt viel wie die Werte der ersten Theta-Generation von 2004, das Potenzial der damals entworfenen Grundkonstruktion mit besonders druckbeständigen Zylindern wird genutzt. Auf dem nordamerikanischen Markt habe der Motor zur Markteinführung mehr Leistung als alle V6-Angebote und unterbiete den Verbrauch aller Vierzylinder der Mittelklasse.
Verbaut wurde Motor unter anderem in Genesis Coupe 2.0T Facelift (2012–2016) mit einer Leistungsangabe von 202 kW (275 PS) bei 6000/min.

## Theta II HEV
Dem ersten hauseigenen Hybridantrieb für Kompaktfahrzeuge folgte im Januar 2011 ein Theta-II-basierter für größere Hybrid Electric Vehicles. Verwendung findet er in zwei strömungsoptimierten Mittelklasselimousinen. Konzeptionell behält er das Prinzip des ersten Systems bei, führt es aber vom Mild- zum Vollhybriden, was bedeutet, dass das Fahrzeug auch rein elektrisch angetrieben werden kann. Laut Hersteller gilt dies bis nahezu 100 km/h, erfordert im Alltag aber ein erhebliches Geschick für die nötige, sachte Beschleunigung. Die schnellstmögliche Beschleunigung benötigt 9,2 Sekunden bis 100 km/h.

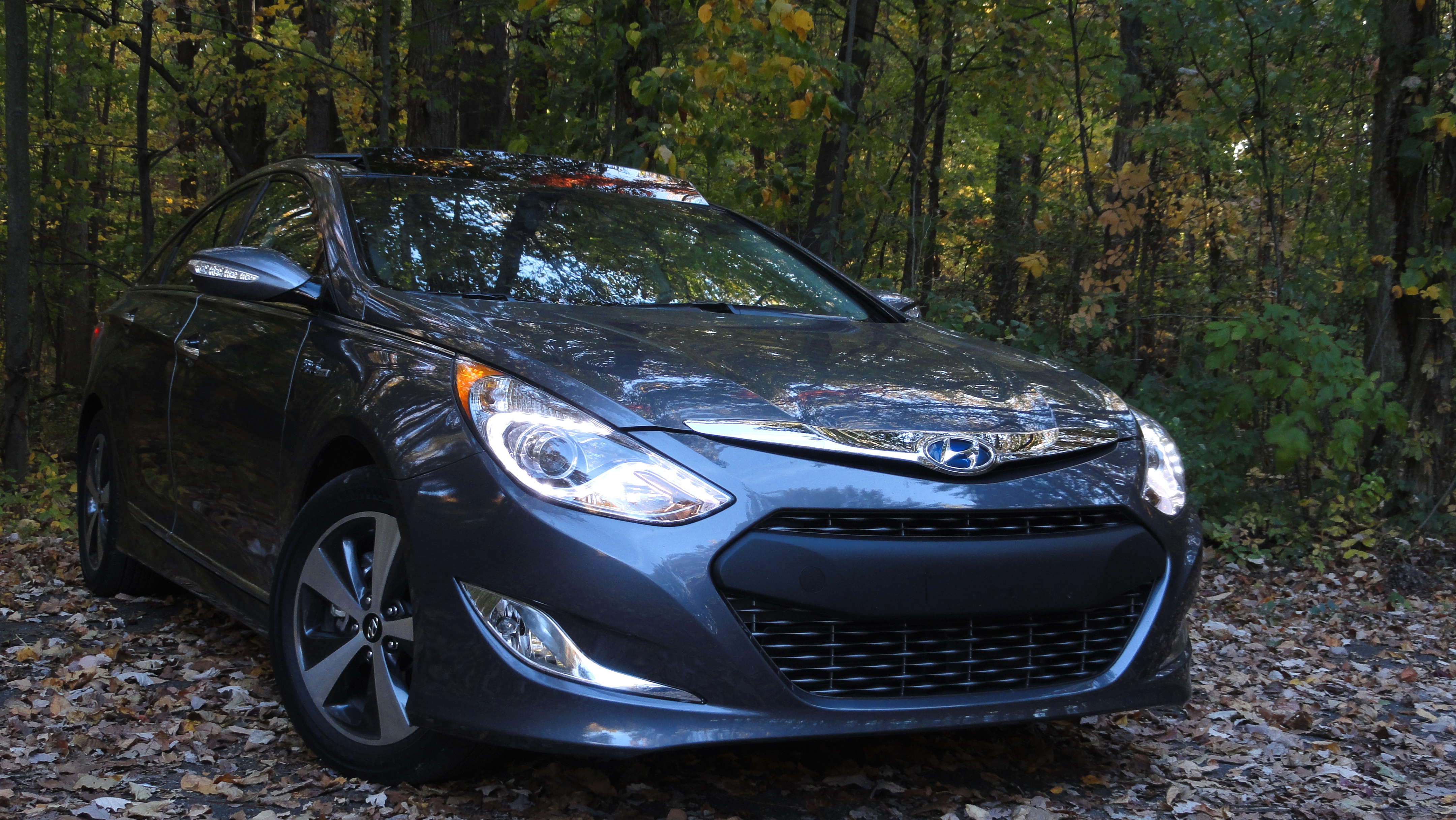
Hyundai Sonata Hybrid. Wie der Kia Optima Hybrid mit gleicher Technik nur in den USA, Kanada und Südkorea verfügbar.

Um den Fahrzeugpreis von 25.795 US-Dollar zu erreichen, arbeiten der Elektro- (40 PS) und Benzinmotor (169 PS) wieder parallel, was die Hybridform geringster Komplexität darstellt und damit auch das Gewicht minimiert. Hierbei können beide Motoren die Räder antreiben – bei Bedarf auch gleichzeitig, also parallel. Ein serielles System hingegen lenkt die Benzinmotor-Energie in den Akku. Von hier
erhält sie dann erst der E-Motor, dem alleinig der Antrieb der Räder obliegt – der Benzinmotor ist also mit dem E-Motor in Reihe oder „seriell“ angeordnet. Nachteilig ist aber, dass beim Speichern und Abholen der Akku-Energie umwandlungsbedingt Energie verloren geht. Der Toyota Hybrid Synergy Drive kombiniert daher beide Anordnungen. Damit kann der Benzinmotor zusätzlich zum Antrieb der Räder gleichzeitig den Akkumulator aufladen. Die Betriebszustände herauszuarbeiten, in denen dies effizienzsteigernd wirkt, erfordert jedoch erheblich mehr Entwicklungszeit und Komplexität in der Steuerung jedes gefertigten Fahrzeugs. Bei forciert-sportlicher Stadtfahrt verbraucht das Toyota-System dadurch jedoch um drei Liter weniger auf 100 km als der Theta II HEV mit 12 Litern. Der Verbrauch bei normaler Stadtfahrt beträgt im praxisnahen nordamerikanischen EPA-Rating für beide zwischen sechs und sieben Litern. Hier spart der Sonata Hybrid vier Liter zur reinen Benzinversion.
Benzin- und Elektromotor des Theta II HEV sind an eine Sechs-Stufen-Automatik angeschlossen. Dies spare rund 600 Dollar und gleicht die Akustik an ein konventionelles Automatikfahrzeug an – im Unterschied zur kontinuierlichen Drehzahl eines CVT-Getriebes des Hybrid Synergy Drive von Toyota. Nur der Honda Accord Hybrid hatte zuvor diese Kombination, neu ist beim Hyundai/KIA-System, dass die Automatik ohne verbrauchssteigernden Drehmomentwandler auskommt. An seiner Stelle ist eine Kupplung angebracht. Mit ihr kann der Benzinmotor vom E-Motor abgekuppelt werden wie in einem Handschaltgetriebe. Dies spart dem E-Motor den Antrieb eines permanent angekuppelten Planetengetriebes (Toyota) oder des Drehmomentwandlers. Dies soll bei Fahrten mit konstanter Geschwindigkeit effektivierend wirken und führt mit 5,9 l/100 km tatsächlich zu einem Highway-Verbrauch unterhalb der anderen Sonata-Motorisierungen (6,7 l) sowie der Mittelklasse-Hybride Toyota Camry Hybrid (6,9 l) und Ford Fusion Hybrid (6,5 l). Der Minderverbrauch zur reinen Theta-Benzinversion ist mit 0,7 l auf Langstrecken aber gering.

Viertaktzyklus eines Ottomotors, im Takt 1 des Atkinson-Zyklus bleibt das Einlassventil länger als hier geöffnet.

Zur Kostenreduktion entschied man sich für einen normalen Theta II-Motor und damit gegen eine Direkteinspritzung. Modifiziert wurde aber die Öffnungsdauer des Einlassventils, der Motor arbeitet nun im hybridtypischen Atkinson-Zyklus. Dabei wird im Verdichtungstakt das Einlassventil erst spät geschlossen, sodass der Kolben ein Drittel der angesaugten Luft wieder in den Ansaugtrakt schiebt. Die verringerte Gemischmenge im Zylinder hat entsprechend weniger Energie und liefert daher weniger Leistung. Sie liegt auf dem Niveau eines kleineren Motors, hier dem eines 2L-Theta II.
Der Vorteil entsteht im nun folgenden Arbeitstakt. Der größere 2,4-l-Motor bietet einen (hier 11 mm) längeren Kolbenweg, sodass das Gas mehr von seiner Wärme in mechanische Arbeit umsetzen kann, als im kurzhubigeren 2-l-Motor. Daher ist der Atkinson-Zyklus effizienter, die niedrigere Leistung gleicht ein Elektromotor mehr als aus.
Das hohe Verdichtungsverhältnis von 13:1 ergibt sich aus der Berechnungsgrundlage, dem Verhältnis von gesamtem Zylinderraum und verbliebenem Raum nach Verdichtung. Es ist aber nur bei der Expansion im Arbeitstakt wirksam, das Gemisch wird nicht mehr komprimiert als im normalen Theta II.
Gestartet wird der Motor wie im Toyota-System durch einen zweiten, kleineren E-Motor (hier „Hybrid Starter Generator“), der als Anlasser arbeitet. Hybridtypisch ist dieser etwa achtmal so stark wie der Anlasser eines Nicht-Hybrid-Motors und daher akustisch nicht wahrnehmbar. Die Ankupplung des Motors ist nur bei langsamer Fahrt geringfügig spürbar.

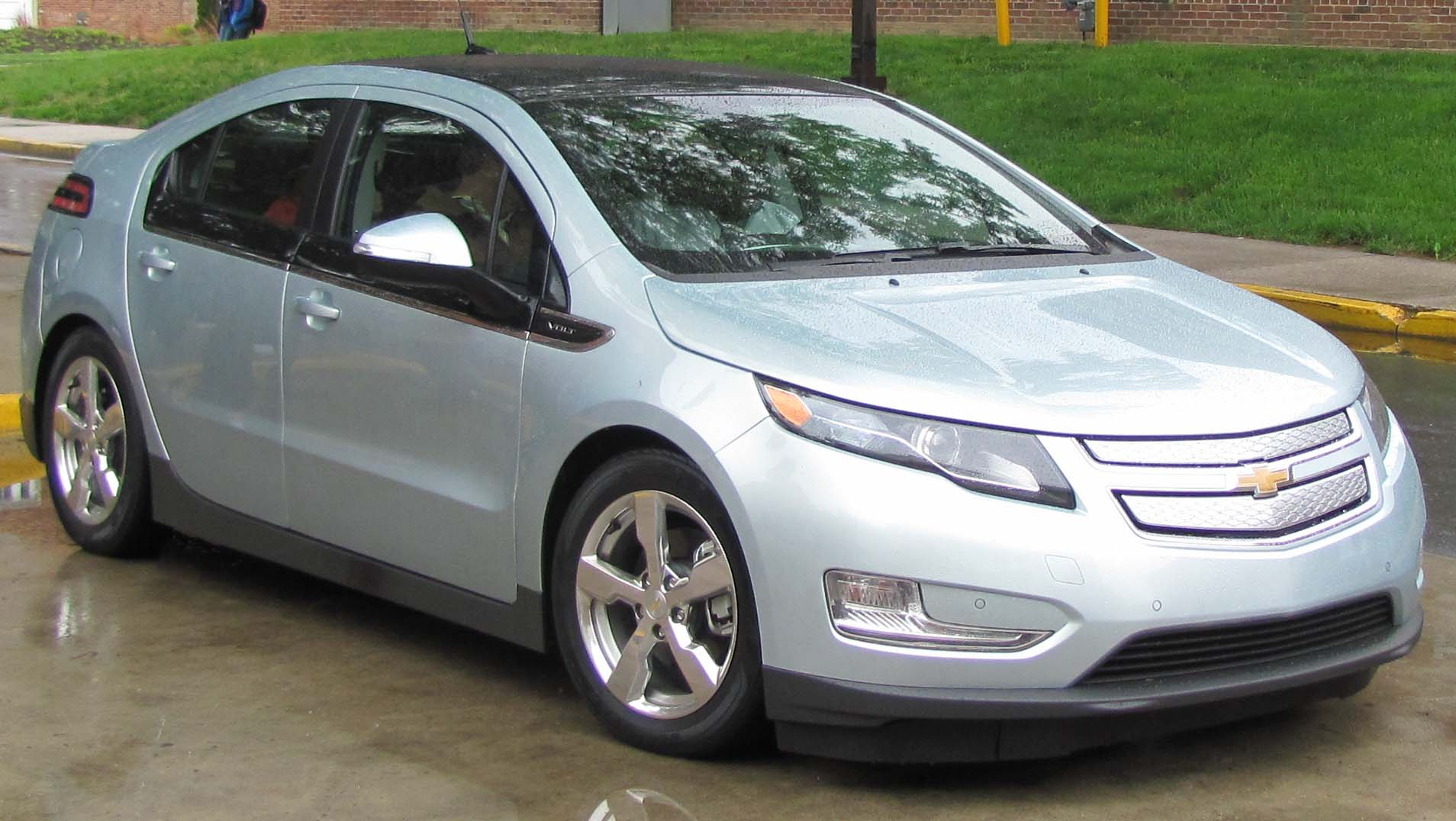
Chevrolet Volt: Ebenfalls mit Lithium-Polymer-Akku, zudem erster serieller Hybrid. Bei Akku-Vollentladung wird jedoch auch er wieder zum Parallel-Hybrid.

Wie der Chevrolet Volt nutzen auch Hyundai/KIA wie schon 2009 einen Lithium-Polymer-Akkumulator als Energiespeicher für den Elektromotor. Er wird von LG Chemical zugeliefert. Vorteilig ist seine gegenüber Lithium-Ionen-Akkumulatoren höhere Energiedichte bei geringeren Fertigungskosten, höherer mechanischer sowie Ladezyklen-Robustheit. Der Hersteller legt ihn auf eine Haltbarkeit von 10 Jahren oder 240.000 Kilometern aus, was der Hyundai-Antriebsgarantie in den USA entspricht. Für ihn erhalten die Erstbesitzer sogar eine unbegrenzte Garantie, die bei Verkauf aber durch den 10-Jahres-Standard ersetzt und so nur geringste Fahrzeugmengen betreffen wird. Seine Kapazität beträgt 1,4 kWh bei einer Spannung von 270 V. Dies liegt auf dem Niveau der Prius-, Camry- und Ford Fusion-Akkus, die allerdings noch in Nickel-Metallhydrid-Technik gefertigt sind. Auch durch den kompakten Lithium-Ionen-Akku mit 44 kg ist das Fahrzeuggewicht von 1550 kg das leichteste aller Mittelklassehybride und liegt 170 Kilogramm über dem der Toyota-Kompakthybride Prius und Auris HSD. In Südkorea wird der Theta-II-Motor durch einen 150 PS starken und 2,0 l großen Nu ersetzt.

## Daten
| Serie              | Motorcode | Hubraum (cm³) | Hub × Bohrung (mm) | PS-Leistung bei (1/min)                      | Drehmoment in Nm bei (1/min)               | Zylinder | Verdichtung | Aufladung                      | Einspritzung |
| ------------------ | --------- | ------------- | ------------------ | -------------------------------------------- | ------------------------------------------ | -------- | ----------- | ------------------------------ | ------------ |
| Theta              | G4KB      | 1798          | – ? –              | 133 bei 6200                                 | 166 bei 4250                               | 4        | 10,5        | –                              | MFI          |
| Theta              | G4KA      | 1998          | 86,0 × 86,0        | 144 bei 6200                                 | 189 bei 4250                               | 4        | 10,5        | –                              | MFI          |
| Theta              | G4KC      | 2359          | 97,0 × 88,0        | 162 bei 5800                                 | 219 bei 4250                               | 4        | 10,5        | –                              | MFI          |
| Theta II           | – ? –     | 1798          | – ? –              | 138 bei 6200                                 | 172 bei 4250                               | 4        | 10,5        | –                              | MFI          |
| Theta II           | G4KD      | 1998          | 86,0 × 86,0        | 164 bei 6200                                 | 197 bei 4600                               | 4        | 10,5        | VIS (2 Wege)                   | MFI          |
| Theta II           | G4KE      | 2359          | 97,0 × 88,0        | 175 bei 6000                                 | 228 bei 4200                               | 4        | 10,5        | VIS (2 Wege)                   | MFI          |
| Theta II           | G4KG      | 2359          | 97,0 × 88,0        | 175 bei 6000                                 | 229 bei 4000                               | 4        | 10,5        | VIS (2 Wege)                   | MFI          |
| Theta II GDI       | G4KJ      | 2359          | 97,0 × 88,0        | 201 bei 6300                                 | 250 bei 4250                               | 4        | 11,3        | VIS (3 Wege)                   | GDI          |
| Theta II Turbo     | G4KF      | 1998          | 86,0 × 86,0        | 210/214/228 1 bei 6000                       | 302 bei 1800–3500                          | 4        | 9,4         | Turbo (+ 1,10/-?-/1,24 bar) 1  | MFI          |
| Theta II Turbo GDI | G4KH      | 1998          | 86,0 × 86,0        | 260/278 2 bei 6000                           | 365 bei 1850–3000/1800–4500 2              | 4        | 9,5         | Twin-Scroll-Turbo (+ 1,19 bar) | GDI          |
| Theta II HEV 3     | G4KK      | 2359          | 97,0 × 88,0        | 169 bei 6000 + 40 elektrisch bei 1400 – 6000 | 212 bei 4500 + 205 elektrisch bei 0 – 1400 | 4        | 13          | –                              | MFI          |

## Einsatz
Aufgelistet sind die weltweit verbauten Theta-Motoren für jedes Modell, nicht in jedem Land werden alle aufgeführten Konfigurationen angeboten.

### Hyundai
Hyundai ix35
- ix 35 LM
  - G4KD, G4KE: seit 2010
  - G4KJ: seit Herbst 2010 außerhalb Europas

Hyundai Genesis Coupe
- Genesis Coupe BK
  - G4KF: 2009–2012
  - G4KH: 2012–2016

Hyundai Grandeur
- Grandeur TG
  - G4KE: 2008–2010
- Grandeur HG
  - G4KJ: seit 2011

Hyundai Sonata
- Sonata NF
  - G4KA, G4KC: 2004–2008
  - G4KD, G4KE: 2008–2010
- Sonata YF
  - G4KD, G4KE: seit 2009
  - G4KJ, G4KH: seit 2010 außerhalb Europas
  - G4KK: seit 2011 in den USA und Kanada

Hyundai Santa Fe
- Santa Fe CM
  - G4KE: seit 2010

Hyundai H-1
- H-1 TQ
  - G4KG: seit 2008 (China)

### KIA
KIA Carens
- Carens UN
  - G4KA, G4KC: 2006–2009 in den USA und Kanada
  - G4KG: seit 2009 in Kanada, in den USA 2010 eingestellt

KIA Forte
- Forte TD
  - G4KD, G4KE: seit 2008

KIA Magentis
- Magentis MG
  - G4KA, G4KB, G4KC: 2005–2008
  - G4KD, G4KE: 2008–2010

KIA Sorento
- Sorento XM
  - G4KE: seit 2009

KIA Sportage
- Sportage SL
  - G4KD, G4KE: seit 2010
  - G4KJ: seit 2011 außerhalb Europas

KIA Optima
- Optima TF
  - G4KD: seit 2010 außerhalb Europas
  - G4KJ, G4KH: seit 2010 außerhalb Europas
  - G4KK: seit Anfang 2011 in den USA und Kanada
- Optima JF
  - G4KH: seit 09/2016 in der GT-Version